# Sinagoga de Lausana
La Sinagoga de Lausana (en francés: Synagogue de Lausanne) es una sinagoga construida en el cantón de Vaud en la ciudad de Lausana, Suiza.
La sinagoga de Lausana fue diseñada por los arquitectos Charles Hola, Adrien van Dorsser y Oscar Oulevey entre 1909 y 1910, ligeramente por detrás de un cruce de cinco caminos. Es el trabajo de la comunidad judía local asquenazí fundada en 1848 y fue financiado parcialmente por la comunidad, con un préstamo bancario, un legado de Daniel Iffla y la participación de la ciudad por un total de 300.000 francos de la época. Fue inaugurada el 7 de noviembre de 1910.